# John O'Neill (calciatore)
John Patrick O'Neill (Derry, 11 marzo 1958) è un ex calciatore nordirlandese, di ruolo difensore.

## Palmarès

### Club

#### Competizioni nazionali
- Second Division: 1

Leicester City: 1979-1980